# Grupová rychlost
Grupová rychlost ve fyzice popisuje rychlost pohybu vlnového balíku. Motivací pro definici grupové rychlosti je určení rychlosti přenosu energie vlněním. Obvykle je nižší než rychlost světla ve vakuu. Můžeme ji určovat pro nejrůznější druhy mechanického i nemechanického vlnění: vlny na vodě, seizmické vlny při zemětřesení, světlo ve skle, zvuk, elektromagnetické vlny v plazmatu a podobně. V kvantové mechanice se pohyb částice popisuje pomocí vln, jejichž grupová rychlost odpovídá klasické rychlosti částice.

## Definice
Grupová rychlost {\displaystyle v_{g}} je určena vztahem
{\displaystyle \mathbf {v} _{\mathrm {g} }\equiv {\partial \omega  \over \partial \mathbf {k} }\,,}
kde {\displaystyle \omega =2\pi f} je úhlová frekvence a {\displaystyle \mathbf {k} } je vlnový vektor. (Značka {\displaystyle \partial } znamená parciální derivaci.) Odhlédneme-li od směru šíření vln, lze velikost grupové rychlosti počítat poněkud jednodušeji podle vztahu
{\displaystyle v_{\mathrm {g} }={\partial \omega  \over \partial k}\,,}
kde {\displaystyle k=2\pi /\lambda } je vlnové číslo a {\displaystyle \lambda } je vlnová délka. Vztah mezi {\displaystyle \omega } a {\displaystyle k} udává disperzní relace, která charakterizuje chování daného typu vln v daném prostředí.
Je vidět, že grupová rychlost obecně závisí na vlnové délce, takže vlny různých frekvencí se mohou šířit různě rychle. Není-li vlna monofrekvenční, tj. skládá-li se z více harmonických postupných vln různých frekvencí, pak vlny vytvářejí skupiny – grupy, kterým se v češtině říká vlnový balík nebo vlnové klubko. Grupová rychlost udává rychlost šíření celého balíku. Vlny s větší fázovou rychlostí zdánlivě vznikají na konci balíku, šíří se po něm dopředu a na předním konci zanikají.
Obrázek ilustruje situaci pro případ dvoufrekvenční vlny na hluboké vodě. Červená tečka se pohybuje fázovou rychlostí. Zelená tečka se pohybuje zároveň s balíkem grupovou rychlostí, která je v tomto případě poloviční oproti fázové.

## Příklady

### Prostředí bez disperze
Nedochází-li k disperzi, šíří se vlny všech vlnových délek stejnou rychlostí. Platí to například pro elektromagnetické vlny ve vakuu. Disperzní relace pak říká, že úhlová frekvence je přímo úměrná vlnovému vektoru:
{\displaystyle \omega =ck\,.}
Konstanta úměrnosti {\displaystyle c} má zjevně význam grupové rychlosti, protože
{\displaystyle v_{\mathrm {g} }={\partial ck \over \partial k}=c{\partial k \over \partial k}=c\,.}
Fázová rychlost je v tomto případě stejná jako grupová, protože {\displaystyle v_{\mathrm {f} }\equiv {\omega  \over k}=c}.

### Vlny na hluboké vodě
Neuvažujeme-li povrchové jevy a je-li hloubka vody {\displaystyle d>\lambda /2}, platí pro vlny na vodě disperzní relace
{\displaystyle \omega ^{2}=gk\,,}
kde {\displaystyle g} je tíhové zrychlení. Vyjádříme-li odtud úhlovou frekvenci
{\displaystyle \omega ={\sqrt {gk}}\,,}
můžeme dle definice spočítat grupovou rychlost.
{\displaystyle v_{\mathrm {g} }={\partial {\sqrt {gk}} \over \partial k}={\sqrt {g}}{\partial {\sqrt {k}} \over \partial k}={1 \over 2}{\sqrt {g \over k}}\,.}
Fázová rychlost pro tento případ vychází {\displaystyle v_{\mathrm {f} }\equiv \omega /k={\sqrt {g/k}}}, což je dvojnásobek grupové rychlosti. Protože {\displaystyle k} je nepřímo úměrné vlnové délce {\displaystyle \lambda }, je vidět, že obě rychlosti jsou přímo úměrné {\displaystyle {\sqrt {\lambda }}}. Delší vlny se tedy na vodě šíří rychleji. Tomu říkáme normální disperze. Naproti tomu při tzv. anomální disperzi by rychlost delších vln vyšla menší než rychlost kratších vln.

## Grupová rychlost ve srovnání s rychlostí světla ve vakuu
V některých disperzních prostředích dochází k výrazné deformaci (rozplývání) vlnového balíku, a to až do té míry, že již není poznat, co je ještě součástí balíku. Je tedy obtižné určit, jakou rychlost vlastně balík má. V takových případech může být grupová rychlost vyšší než rychlost světla ve vakuu. Není však pravda, že by se v takovém případě informace nebo energie šířila rychleji než rychlostí světla ve vakuu. Tento jev již byl experimentálně ověřený.